# Hipólito (hijo de Rópalo)
En la mitología griega Hipólito fue un rey de Sición, hijo de Rópalo y nieto de Festo. Accedió al trono a la muerte de Zeuxipo. Aceptó ser súbdito de Agamenón, rey de Micenas, tras sufrir sus ataques. En esta época sobrevino la Guerra de Troya, a la que la mayoría de sicionios rehusaron ir. Sólo se conoce el caso de Leonteo, que contribuyó a la flota argiva con diecinueve naves, aunque otras fuentes afirman que Leonteo no lideraba a los sicionios, sino a los girtonianos, un pueblo de Tesalia.
| Predecesor: Zeuxipo | Reyes de Sición | Sucesor: Lacestades |